# Hamburger

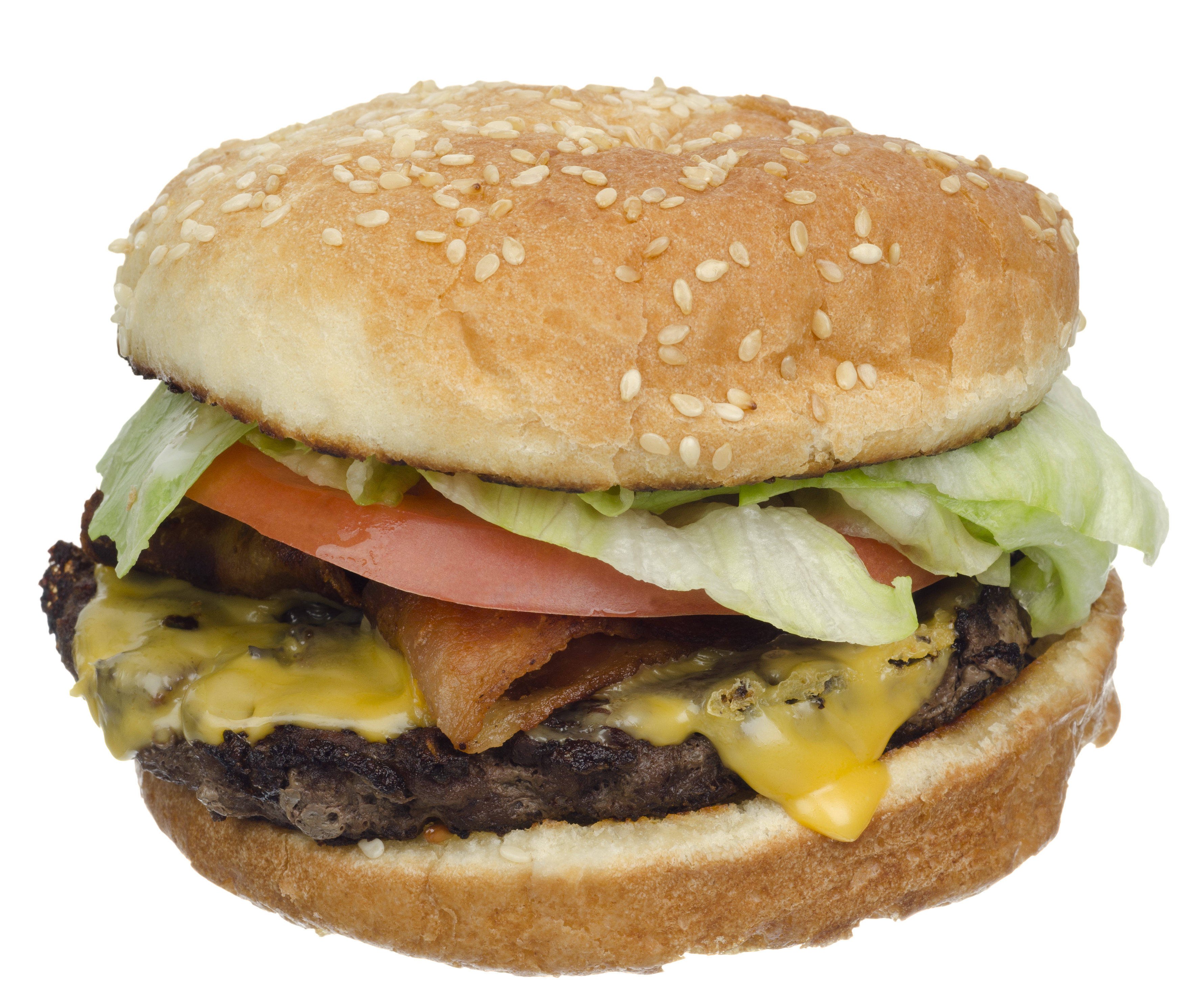
Een broodje hamburger met bacon, kaas, sla en tomaat

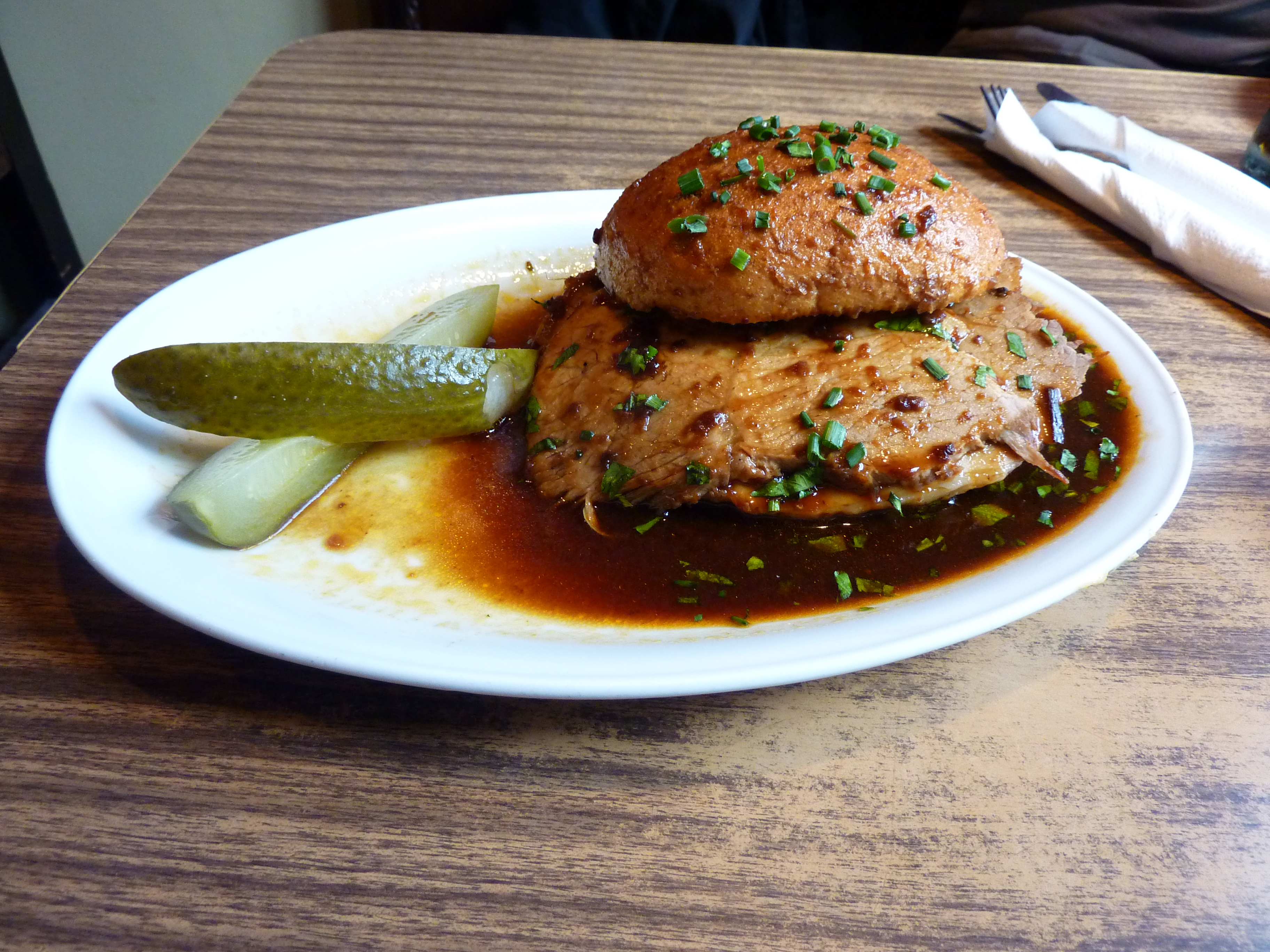
Hamburger Rundstück

Een hamburger of burger is een samengeperste schijf gemalen rundergehakt, vaak aangemaakt met gesnipperde ui of knoflook en specerijen die gebakken of gegrild geserveerd wordt tussen een broodje. Zowel de schijf vlees als het complete product worden als hamburger aangeduid. Het complete gerecht heet ook wel broodje hamburger. Vaak worden er sla, tomaat, ui, spek, ei, augurken en kaas aan toegevoegd en sauzen als mosterd, mayonaise, ketchup of chilisaus. De hamburger wordt gebakken op een bakplaat, in een pan of op een grill of barbecue. Dit gerecht kent verschillende nationale en regionale varianten.

## Herkomst
Er zijn verschillende mensen geweest die geclaimd hebben dat ze de eerste waren die het gerecht bedachten. Volgens het Library of Congress diende de Deense kok Louis Lassen in zijn lunchkraam Louis' Lunch in New Haven in 1900 de eerste hamburger op. Anderen claimden hier al eerder mee begonnen te zijn, maar mogelijk ging het hier om broodjes gehaktbal. De hamburger werd snel populair en verspreidde zich over de Verenigde Staten. Het succes was deels te danken aan het feit dat men nu een vleesgerecht had dat staand of lopend gegeten kon worden, zonder bord en zonder bestek. Tijdens de Louisiana Purchase Exposition in 1904 kreeg het broodje pas echt bekendheid doordat het daar op grote schaal verkocht werd aan een internationaal publiek. Hier deed de naam hamburger definitief zijn intrede.
Een andere hypothese luidt dat de hamburger zijn oorsprong wel degelijk zou hebben in de Duitse stad Hamburg. In die stad kent men al sinds de tweede helft van de 19e eeuw een veel op de hamburger lijkend gerecht, het Rundstück warm. Ook dit is een in tweeën gesneden rond wittebroodje met daartussen een lap rundvlees, overgoten met een jus of saus; dit gerecht wordt warm geserveerd, en dient als snelle hap voor tussen de middag of om 's avonds laat nog iets te eten. Een Rundstück warm werd ook aan boord van passagiersschepen, en in kantines en andere eetgelegenheden voor onder andere havenarbeiders en zeelieden geserveerd.
Na verloop van tijd ontstonden in de Verenigde Staten de zogenaamde greasy spoons. Dit waren goedkope restaurants waar alleen gefrituurd en gebakken werd. Hier stonden dan ook met name de hamburgers op het menu. Het voordeel was dat hamburgers makkelijk te bereiden zijn en er relatief veel hamburgers tegelijk op een bakplaat kunnen, waardoor één kok een groot aantal gasten kan bedienen. Hetzelfde gold voor de frituur waar weinig personeel voor nodig is. Deze restaurants zorgden ervoor dat meer Amerikanen goedkoop uit eten konden en met het gerecht in aanraking konden komen.
Na de Tweede Wereldoorlog kwamen de fastfood- en drive-inrestaurants en werd de hamburger niet meer zozeer geassocieerd met armoede. Het is een populair product dat bijna overal ter wereld geserveerd wordt.

## Varianten

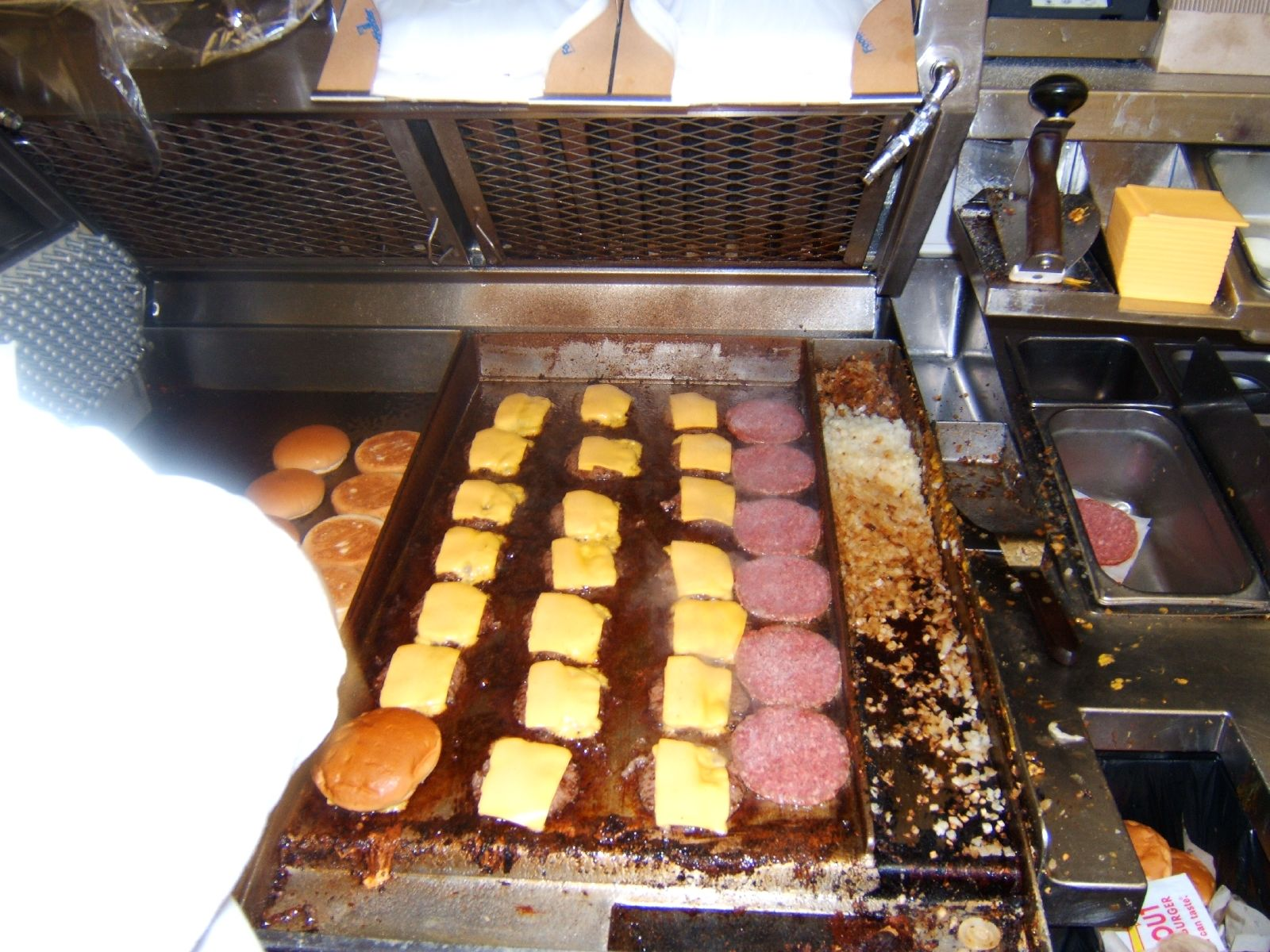
Cheeseburgers die worden bereid op een bakplaat

Er zijn talloze varianten op de markt, waaronder:
- Cheeseburger: met gesmolten kaas.
- Vegetarische hamburger: met vleesvervangers (meestal op basis van soja of andere peulvruchten).
- Baconburger: met gesmolten kaas en een plak spek.
- Halalburger: waarbij het vlees op een voor moslims acceptabele manier geslacht is.
- Hawaïburger: met een schijfje ananas.
- Sloppy joe: een hamburger of sandwich met gehakt en saus.
- Chivito: een rijk belegde hamburger uit Uruguay.
- Slider: een minihamburger bedoeld als borrelhapje of voorgerecht.
- Visburger: waarbij het rundvlees vervangen is door visvlees.
- Kipburger: waarbij het rundvlees vervangen is door kip(gehakt).

## Trivia
- De Big Mac-index is een informele berekening voor de koopkrachtpariteit van een land of regio.
- Een $100 hamburger is een uitdrukking onder piloten voor het vliegen van een korte retourvlucht, waarbij als het ware op de plaats van bestemming even snel een hamburger wordt gegeten om vervolgens weer terug te vliegen.